# Ashleigh Rains
Ashleigh Rains (* 24. August 1989 in Toronto) ist eine kanadische Filmschauspielerin.
Ashleigh Rains wurde an der staatlichen Ballettschule in Toronto ausgebildet und wirkte 2006 in Save the Last Dance 2 als Tänzerin mit. Ab dieser Zeit wurde sie als Nebendarstellerin in kanadischen und US-amerikanischen Film- und TV-Produktionen tätig. Seit 2012 produziert sie auch Kurzfilme für weitere Filmschaffende, welche teilweise ausgezeichnet wurden.

## Filmografie
- 2006: Save the Last Dance 2
- 2007: Catacombs
- 2008: Roxy Hunter and the Myth of the Mermaid
- 2010: Murdoch Mysteries (Fernsehserie, 1 Folge)
- 2012: II (Kurzfilm)
- 2014: Bitten (Fernsehserie, 1 Folge)
- 2015: A Sunday Kind of Love
- 2016: My Big Fat Greek Wedding 2
- 2017: Kim’s Convenience (Fernsehserie, eine Folge)
- 2017–2018: The Handmaid’s Tale – Der Report der Magd (The Handmaid’s Tale, Fernsehserie, 2 Folgen)
- 2019: Canadian Strain
- 2020: The Umbrella Academy (Fernsehserie, eine Folge)